# 583
583 (DLXXXIII) var ett normalår som började en fredag i den julianska kalendern.

## Händelser

### April
- April – En brand ödelägger Konstantinopel.

### Maj
- Maj – En jordbävning drabbar Konstantinopel.

### Okänt datum
- Drottning Olnal tillträder sitt styre över Palenque.

## Födda
- Amr ibn al-As, arabisk befälhavare.